# 한여름 낮의 꿈
《한여름 낮의 꿈》은 1984년 7월 13일에 방영된 KBS 1TV 청소년문학관 시리즈 중 열두 번째 작품이다.

## 줄거리
하나는 시골에서 고등학교 2학년으로 입시를 앞두고 서울로 전학을 보내달라고 부모를 조르지만, 교감인 아버지가 반대하는 바람에 속상해 있다. 그런데 친구 순애가 집안 형편이 어려져 학교를 그만두고 가정부로 서울을 간다는 말을 듣고 하나는 마음이 아파온다. 하나는 책상에 엎드려 잠이 드는데, 자신이 부모를 잃고 서울 황부장네 가정부로 들어가는 꿈을 꾸게 된다.

## 등장 인물

### 주요 인물
- 김수연
- 김흥기
- 염복순

### 그 외 인물
- 김성겸
- 백수련
- 황건일
- 오혜경
- 이경영
- 전윤찬
- 김선자
- 윤효영
- 이제신
- 장혜숙

## 편성 변경
- 오후 7시 40분에 7개국 공동제작 《고민하는 세계의 10대 - 2편 10대의 반란》의 편성으로 앞당겨 방송됨.